# بتاتاکین اورلوک (آریزونا)
بتاتاکین اورلوک (به انگلیسی: Betatakin Overlook) یک منطقهٔ مسکونی در ایالات متحده آمریکا است که در آریزونا واقع شده‌است. بتاتاکین اورلوک ۲٬۱۱۲ متر بالاتر از سطح دریا واقع شده‌است.